# Козловский, Анатолий Михайлович
Анатолий Михайлович Козловский (род. 14 марта 1942) — украинский политик, народный депутат Украины 4-го созыва (2002—2005).

## Биография
Родился 14 марта 1942 г. в селе Булацелово Арбузинского района Николаевской области.
Окончил Одесский технологический институт холодильной промышленности по специальности инженер-механик.
До 2002 года — председатель АООТ «Плодородие» (г. Николаев).
С апреля 2002 по март 2005 — Народный депутат Украины 4-го созыва, избранный по избирательному округу № 133, Николаевская область.
Совершил несколько переходов по фракциям:
- Фракция «Единая Украина» 15.05.2002 — 20.06.2002
- Фракция «Аграрники Украины» (Аграрники) 20.06.2002 — 22.10.2002
- Фракция Аграрной партии Украины 22.10.2002 — 15.06.2004
- Фракция Народной аграрной партии Украины 15.06.2004 01.03.2005
- Фракция Народной партии 01.03.2005 — 07.09.2005
- Фракция Блока Юлии Тимошенко 07.09.2005 — 23.09.2005
- Группа «Доверие народа» 21.10.2005 — 21.12.2005
- Группа «Возрождение» — с 21.12.2005

## Награды и почетные звания
- Орден «За заслуги» 3-й степени (08.2001);
- Заслуженный работник сельского хозяйства Украины (11.1998);
- Орден Дружбы народов (1986).